# Jehane Noujaim
Jehane Noujaim (en árabe: چيهان نچيم‎, pronunciación en árabe: /ʒeˈhæːn nʊˈʒeːm/) (17 de mayo de 1974) es una directora de cine y documentales egipcioestadounidense conocida por sus películas Control Room, Startup.com, Pangea Day y The Square; esta última le valió una nominación a los premios Óscar. En 2019 codirigió The Great Hack con Karim Amer.

## Primeros años
Noujaim nació en una familia compuesta por un padre egipcio y una madre estadounidense. Pasó su niñez en Kuwait y El Cairo y se mudó a Boston a los diez años. Asistió a la Milton Academy, se matriculó en la Universidad de Harvard y se graduó en Artes Visuales y Filosofía con la calificación magna cum laude.

## Carrera
En 2002, antes de graduarse, Noujaim recibió la beca Gardiner, gracias a la cual dirigió Mokattam, una película árabe sobre un pueblo recolector de basura cerca de El Cairo. También se unió a la sección de documentales y noticias de MTV News como productora de segmentos para la serie MTV News: Unfiltered.
En 2001 dejó su trabajo como productora y dirigió Startup.com bajo la guía del documentalista D.A. Pennebaker y en asociación con Pennebaker Hegedus Films. Dicho documental ganó los premios de IDA y DGA al mejor documental. En 2014 volvió a ganar este último por The Square en 2014. Desde entonces ha trabajado en Oriente Medio y en Estados Unidos como directora de fotografía en varios documentales, como Born Rich, Only the Strong Survive y Down from the Mountain.
En 2004 dirigió el largometraje Control Room, un documental sobre el Mando Central de los Estados Unidos y su relación con Al Jazeera y otras agencias de información que cubrieron la Invasión de Irak de 2003, que le valió un premio TED en 2006. Esto la convirtió en la primera mujer (y la más joven) en ganar dicho reconocimiento. También recibió una nominación, compartida con Julia Bacha, en la categoría de mejor guion de documental en los premios WGA. En 2007, codirigió con Sherief El Katsha la película Shayfeen.com, como parte del proyecto WhyDemocracy. En 2012 estrenó Rafea: Solar Mama, que dirigió junto a Mona Eldaief; se trata de un documental sobre un grupo de mujeres que dejan sus pueblos para aprender sobre la energía solar con el fin de regresar a sus sociedades y aplicar allí sus conocimientos. En 2013 lanzó The Square, una película sobre la Revolución egipcia de 2011 y la inspiración que dio al mundo. En enero de 2014, dicha película fue nominada para los Óscar en la categoría de documental; el año anterior había recibido críticas elogiosas en el Festival de Cine de Sundance y en el de Toronto.

### Pangea Day
Después de haber ganado el premio TED, Noujaim usó su deseo, conectar a todo el mundo para ver una película, para organizar Pangea Day, una videoconferencia en directo que tuvo lugar en Nueva York, Río de Janeiro, Londres, Dharamsala, El Cairo, Jerusalén y Kigali el 10 de mayo de 2008. El espectáculo fue transmitido internacionalmente durante cuatro horas a través de internet, televisión y teléfonos celulares. Incluyó música, charlas y películas.

## Filmografía
| Year | Film                    |
| ---- | ----------------------- |
| 2000 | Down from the Mountain  |
| 2001 | Startup.com             |
| 2002 | Only the Strong Survive |
| 2004 | Control Room            |
| 2008 | Pangea Day              |
| 2012 | Rafea: Solar Mama       |
| 2013 | The Square              |
| 2019 | The Great Hack          |

## Premios y distinciones
Premios Óscar
| Año  | Categoría              | Película   | Resultado |
| ---- | ---------------------- | ---------- | --------- |
| 2014 | Mejor documental largo | The Square | Nominada  |